# Ella Räuber
Ella Räuber (* 15. März 1874 in Elbing; † 17. Oktober 1963 in Biedenkopf) war eine deutsche Malerin und Grafikerin.

## Leben und Werk
Ella Räuber war die älteste Tochter von Theodor Räuber, der Inhaber der alteingesessenen Weinhandlung P.H. Müller am Alten Markt in Elbing/Westpreußen war. Sie hatte noch drei jüngere Geschwister. Räuber schloss die höhere Töchterschule ab und absolvierte eine Ausbildung als Weißnäherin. Nach der Ausbildung ging sie auf die Kunstgewerbeschule in Berlin. Später wechselte sie an die Münchner Damenakademie, wo sie zwischen 1901 und 1904/05 eingeschrieben war. Im Semester 1905/06 und 1906/07 unterrichtete sie selbst dort Geometrie. Ihre Lehrer waren u. a. Max Feldbauer in Kopf- und Aktzeichnen sowie Leo Putz in Komposition und Aquarell. Von 1905 bis 1919 war Räuber ordentliches Mitglied im Münchner Künstlerinnenverein, der die Damenakademie gegründet hatte und als Alternative zu der den Frauen verschlossenen Münchner Kunstakademie betrieb. In den Sommern vor dem Ersten Weltkrieg schloss sie sich einer Gruppe von Künstlern, Künstlerinnen und ehemaligen Schülern an, die sich um Leo Putz zusammengefunden hatte und bei Schloss Hartmannsberg im Chiemgau Freiluftmalerei betrieben. Zusammen mit Leo Putz stattete sie im Auftrag der Münchner Vereinigung für angewandte Kunst 1910 auf dem Pariser Herbstsalon im Grand Palais einen Repräsentationsraum mit zwei Blumenbildern als Supraporten aus.
Beeindruckt vom japanischen Farbholzschnitt, der 1910 im Münchner Glaspalast gezeigt wurde, besuchte Ella Räuber Kurse bei Emil Orlik, um diese Drucktechnik zu erlernen. Ihre mehrfarbigen Holz- und Linolschnitte im Handdruckverfahren machten sie bekannt. Für die Zeitschrift Jugend. Münchner illustrierte Wochenschrift für Kunst und Leben illustrierte sie mehrere Gedichte zwischen 1907 und 1914 mit Blumenmotiven. In den jährlichen Ausstellungen im Münchner Glaspalast war Ella Räuber mit ihren Holz- und Linolschnitte sowie mit Aquarellen in den Jahren 1923 – 26 sowie 1929 – 1931, dem Jahr als der Glaspalast niederbrannte, als Mitglied verschiedener Künstlerorganisationen vertreten. Neben Italien- und Frankreichreisen lebte und arbeitete sie Anfang der 30er Jahre längere Zeit in Barcelona. Dass sie auch Farblithografien schuf, zeigt ihre Beteiligung an der International Exhibition of Lithography and Wood Engraving 7th Annual des Art Institute of Chicago 1939, wo sie mit der Farblithografie „Straßen in Alt-München I“ vertreten war.
Gegen Ende des Zweiten Weltkriegs kam Ella Räuber nach Marburg, um den Bombenangriffen auf München zu entgehen. Hier lebte ihr Bruder Friedrich Räuber (1875–1945) mit seiner Familie. Er war promovierter Jurist und Bibliotheksrat an der Universitätsbibliothek. Konnte sie noch zahlreiche Mappen mit nach Marburg bringen, so zerstörte eine Bombe 1945 ihre Wohnung in München und damit über 100 Druckplatten, die sie dort zurückgelassen hatte. Ella Räuber blieb in Marburg und schloss sich dem Marburger Künstlerkreis nach dessen Gründung 1953 an, mit dem sie zahlreiche Gemeinschaftsausstellungen in Marburg realisierte. Gegen Ende ihres Lebens zog sie in ein Alten- und Pflegeheim in Biedenkopf, wo sie 1963 starb. Beerdigt wurde Ella Räuber auf dem Marburger Hauptfriedhof in der Ockerhäuser Allee. Ihre Grabstelle wurde inzwischen aufgelöst.

## Verwandtschaft
Der Onkel von Ella Räuber war Wilhelm Räuber, Porträt- und historischer Genremaler in München (1849–1926).

## Werke
Die meisten Werke Ella Räubers befinden sich im Privatbesitz.
Nennung von Werken Ella Räubers in den Jahren 1923, 1924, 1925, 1926, 1929, 1930, 1931 in den Katalogen der Kunstausstellung im Münchner Glaspalast 1869–1931.
- Rote Beeren, o. J., Farblinolschnitt, Abb. in: Wege zu Gabriele Münter und Käthe Kollwitz. Holzschnitte von Künstlerinnen des Jugendstils und des Expressionismus, Katalog Städtisches Kunstmuseum Spendhaus Reutlingen, Museum Schloss Moyland, o. J., ISBN 978-3-86568-981-8, S. 43.
- Illustrationen von Ella Räuber in der Zeitschrift Jugend, Münchner illustrierte Wochenschrift für Kunst und Leben: 1907, Heft 28; 1909, Heft 50; 1910, Heft 9; 1914, Heft 10.
- Abbildung eines Blumenbildes, das als Supraporte im Pariser Herbstsalon diente in Die Kunst. Monatsheft für freie und angewandte Kunst, 24. Band angewandte Kunst der „dekorativen Kunst“, 14. Jg., München, Mai 1911, S. 345.
- Botanischer Garten, Aquarell, um 1931, Städtische Galerie im Lenbachhaus.
- Primeln, Farblinolschnitt, Galerie Joseph Fach GmbH – Oberursel im Taunus.
- Föhniger Tag am Staffelsee (GR Inv.nr. 439), Alt Marburger Stadtteil, 1944 (GR Inv.nr. 653), Am Kalbstor in Marburg (GR Inv.nr. 1002), Sommerfest in Barcelona (GR Inv.nr. 1081), Krebsgasse in Marburg, 1944 (GR Inv.nr. 1473) laut Inventarliste in der Grafiksammlung des Museums für Kunst und Kulturgeschichte Marburg.